# Stade Boubker-Ammar
Stade Boubker-Ammar – stadion sportowy w mieście Sala, w Maroku. Został otwarty w 2006 roku. Może pomieścić 10 000 widzów. Swoje spotkania rozgrywają na nim piłkarze klubu AS Salé.
Budowę stadionu rozpoczęto w 1981 roku, ale różne perturbacje spowodowały, że został on otwarty dopiero w 2006 roku. Rok później wyposażono go w boisko ze sztuczną murawą. W 2010 roku na stadionie rozgrywano spotkania piłkarskie w ramach Afrykańskich igrzysk młodzieży, a w roku 2019 w ramach turnieju piłki nożnej kobiet na Igrzyskach Afrykańskich.